# Spider-Man: Homecoming
Spider-Man: Homecoming è un film del 2017 co-scritto e diretto da Jon Watts.
Basato sul personaggio dell'Uomo Ragno di Marvel Comics, è il 16º film del Marvel Cinematic Universe (MCU) e secondo reboot del franchise cinematografico di Spider-Man.
Prodotto da Columbia Pictures, Marvel Studios e Pascal Pictures, e distribuito da Sony Pictures Releasing. Il film è stato scritto da John Francis Daley, Jonathan Goldstein, Jon Watts, Christopher Ford, Chris McKenna ed Erik Sommers ed è interpretato da Tom Holland, Michael Keaton, Jon Favreau, Zendaya, Donald Glover, Jacob Batalon, Laura Harrier, Tony Revolori, Bokeem Woodbine, Marisa Tomei e Robert Downey Jr. In Spider-Man: Homecoming, Peter Parker cerca di trovare un equilibrio tra i suoi impegni scolastici e la lotta al crimine nei panni di Spider-Man.
Il film è stato annunciato nel febbraio 2015, dopo che i Marvel Studios e la Sony hanno raggiunto un accordo per realizzare un nuovo film su Spider-Man ambientato all'interno del Marvel Cinematic Universe. Nel giugno seguente Holland venne annunciato come interprete di Peter Parker / Spider-Man e Watts venne scelto come regista. Il titolo del film venne rivelato nell'aprile 2016.

## Trama
Dopo la battaglia di New York, Adrian Toomes guida una squadra di operai per ripulire la città e recuperare oggetti alieni dopo la battaglia, ma le loro operazioni vengono interrotte dal Dipartimento di Stato della Damage Control; furiosi per aver perso il lavoro, Toomes e i suoi uomini decidono di tenere la tecnologia dei Chitauri in loro possesso e usarla per creare armi da vendere sul mercato nero.
Nel presente, Peter Parker, in seguito al suo incontro con gli Avengers, riprende gli studi, nell'impaziente attesa della sua prossima missione. Per concentrarsi sulla sua attività da supereroe, Peter decide di lasciare la squadra di decathlon accademico. Una sera, dopo aver sconfitto alcuni rapinatori con addosso le maschere degli Avengers in procinto di svaligiare uno sportello automatico con le armi aliene di Toomes, Peter torna a casa, dove il suo migliore amico Ned scopre la sua identità segreta. Qualche sera dopo, Peter scopre che Jackson Brice e Herman Schultz, due complici di Toomes, stanno vendendo alcune armi a un criminale locale, Aaron Davis: Peter interviene, ma viene fermato da Toomes, dotato di una tuta alata; Stark, con un'armatura comandata a distanza, giunge in soccorso di Peter e gli intima di non affrontare criminali pericolosi come Toomes, che, nel frattempo, uccide accidentalmente Brice.
Peter e Ned analizzano un'arma persa da Brice, estraendo il nucleo alieno che la alimenta. Grazie a un dispositivo di localizzazione, Peter scopre che Schultz si trova in Maryland, così decide di tornare nella squadra di decathlon e viaggia insieme a loro a Washington, per le finali nazionali. Peter e Ned disabilitano il dispositivo di localizzazione nel costume di Spider-Man e attivano tutte le funzionalità avanzate. Peter riesce a impedire a Toomes di rubare delle armi da un camion della Damage Control, ma rimane intrappolato all'interno del magazzino della società. Grazie all'IA del costume, Peter scopre che il nucleo alieno è una bomba e corre al monumento a Washington; il nucleo esplode e intrappola Ned e gli altri amici di Peter nell'ascensore. Peter riesce a salvare i suoi compagni, compresa Liz, la ragazza di cui si è innamorato. Tornato a New York, Peter interroga Davis, che gli rivela dove trovare Toomes e i suoi complici. A bordo dello Staten Island Ferry, Peter cattura Mac Gargan, uno dei compratori di Toomes, ma quest'ultimo riesce a scappare. Durante lo scontro una delle armi aliene spezza in due il traghetto. Stark giunge nuovamente in soccorso di Peter e salva i passeggeri, poi rimprovera Peter per la sua avventatezza e si riprende il costume.
Peter torna alla sua vita scolastica e trova il coraggio di invitare Liz al ballo della scuola. La sera del ballo, tuttavia, Peter scopre che Toomes è il padre di Liz; durante il tragitto in macchina anche Toomes intuisce l'identità segreta di Peter e gli intima di non immischiarsi nei suoi piani. Peter si rende conto che Toomes ha intenzione di dirottare un aereo della Damage Control che trasporta delle armi al nuovo quartiere generale degli Avengers e indossa il suo vecchio costume di Spider-Man. Viene tuttavia fermato da Schultz, che riesce a sconfiggere grazie all'aiuto di Ned. Peter raggiunge il covo di Toomes, ma quest'ultimo distrugge le colonne portanti dell'edificio, che crolla su Peter; il ragazzo riesce a liberarsi e affronta Toomes a bordo dell'aereo, che precipita su una spiaggia vicino Coney Island. L'Avvoltoio cerca di fuggire, ma la sua tuta alata esplode; Peter riesce a salvarlo e lo lascia imprigionato in attesa della polizia. Successivamente, Peter declina l'invito di Stark di unirsi ufficialmente agli Avengers. Tornato a casa, Peter indossa il costume donatogli da Stark proprio mentre sua zia May sta entrando nella stanza.
Nella scena durante i titoli di coda, in prigione Gargan chiede a Toomes di rivelargli l'identità di Spider-Man; Toomes, tuttavia, nega di saperlo. Nella scena dopo i titoli di coda, Captain America ripete uno dei suoi tanti discorsi registrati per educare gli adolescenti, come già visto più volte all'interno del film.

## Personaggi

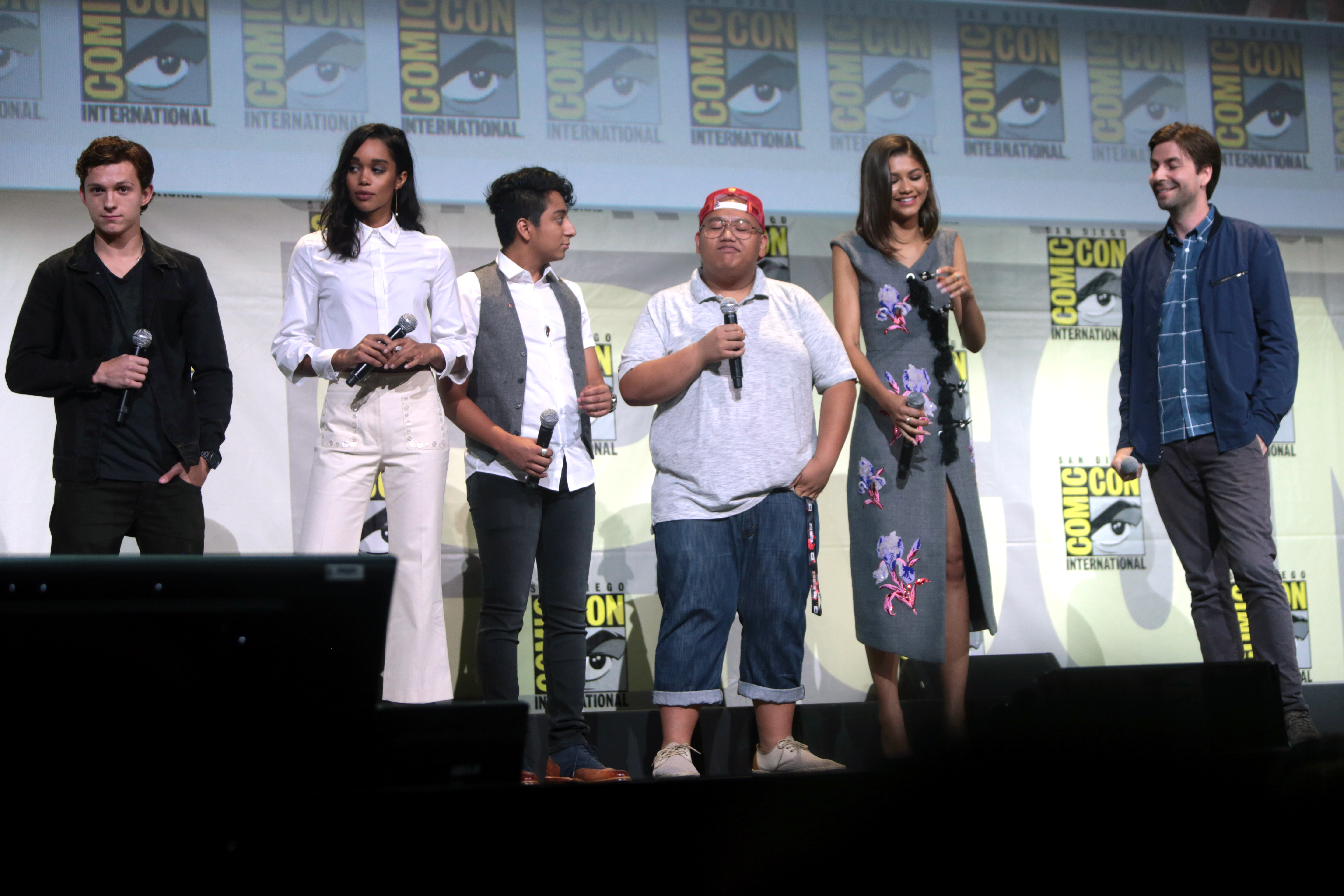
Tom Holland, Laura Harrier, Tony Revolori, Jacob Batalon, Zendaya e il regista Jon Watts al San Diego Comic-Con International 2016

- Peter Parker / Spider-Man, interpretato da Tom Holland: un adolescente che ha acquisito abilità simili a quelle di un ragno dopo essere stato morso da un ragno geneticamente modificato.[1] Holland prese ispirazione da Tobey Maguire e Andrew Garfield, precedenti interpreti del personaggio, nella sua interpretazione, ma affermò di voler cercare di portare qualcosa di "nuovo ed eccitante" al personaggio.[2] Tra le ispirazioni per il personaggio Holland citò anche Marty McFly, protagonista della trilogia di Ritorno al futuro. Holland spiegò che «questa è una versione molto diversa di Spider-Man perché vedrete un ragazzo che affronta i problemi che ogni ragazzo di quindici anni affronta quotidianamente e inoltre tenta di salvare la città. È in conflitto a causa di quello che sta cercando di fare e tutto quello che sta accadendo con gli Avengers. Ovviamente dopo Captain America: Civil War ancora non sappiamo bene cosa stia accadendo e lui si trova nel bel mezzo di questo mondo. Per cui è molto eccitante esplorare questi aspetti e più semplicemente è molto divertente vedere un ragazzo del liceo che cerca di capire cosa fare con i suoi superpoteri».[3] Per prepararsi al ruolo Holland frequentò per tre giorni la Bronx High School of Science.[4] Holland firmò un contratto per tre film sul personaggio e tre apparizioni in altri film del MCU.[5]
- Adrian Toomes / Avvoltoio, interpretato da Michael Keaton: un uomo che si dà al crimine dopo essere stato costretto a chiudere la sua azienda, specializzata nella riparazione dei danni causati dai conflitti tra supereroi. Dispone di una tuta dotata di ali meccaniche costruita grazie alla tecnologia dei Chitauri.[6][7][8] Il regista Jon Watts spiegò che Toomes è diverso dagli altri villain del MCU come Thanos e Ultron, affermando: «È divertente pensare che se Spider-Man è un ragazzo ordinario che diventa un supereroe, ci devono essere anche dei tipi ordinari che diventano supercattivi».[6] Keaton definì il personaggio come non totalmente malvagio, spiegando che «ci sono alcuni aspetti del personaggio che ti fanno dire "Sai una cosa? Penso di capire il suo punto di vista". [...] E ciò lo rende un personaggio interessante da interpretare».[9]
- Happy Hogan, interpretato da Jon Favreau: autista e bodyguard personale di Tony Stark.[10]
- Pepper Potts, interpretata da Gwyneth Paltrow: la fidanzata di Tony Stark e il CEO delle Stark Industries.[11]
- Michelle "MJ" Jones, interpretata da Zendaya: una compagna di scuola di Peter.[12] Zendaya descrisse Michelle come una ragazza "molto caustica, imbarazzante e intellettuale, e poiché è così intelligente, è come se non sentisse il bisogno di parlare alle persone".[13] Watts la paragonò al personaggio interpretato da Ally Sheedy in Breakfast Club e a quello interpretato da Linda Cardellini in Freaks and Geeks. Il soprannome "MJ" è stato scelto come omaggio a Mary Jane Watson, anche se i due personaggi non sono collegati.[14][15]
- Aaron Davis, interpretato da Donald Glover: complice di Toomes e zio di Miles Morales.[16][11][17]
- Ned Leeds, interpretato da Jacob Batalon: un compagno di scuola di Peter e suo migliore amico.[18][19]
- Liz, interpretata da Laura Harrier: la figlia di Toomes e compagna di classe di Peter, che ha una cotta per lei.[20][21]
- Eugene "Flash" Thompson, interpretato da Tony Revolori: un compagno di scuola e rivale di Peter.[20][21] Nel film il personaggio non è rappresentato come il classico bullo atletico dei fumetti, poiché "al giorno d'oggi i bulli non sono solo degli sportivi. Sono ragazzi ricchi con delle belle macchine e dei bei vestiti, sono bulli snob".[4]
- Herman Schultz / Shocker, interpretato da Bokeem Woodbine: un complice di Toomes che utilizza una versione modificata dei guanti di Crossbones da Captain America: Civil War (2016).[8][22]
- Ann-Marie Hoag, interpretata da Tyne Daly: direttrice del Dipartimento del Damage Control.[23][24]
- May Parker, interpretata da Marisa Tomei: la zia di Peter.[25] Inizialmente il casting di Tomei venne accolto negativamente dai fan, che trovarono l'attrice "troppo giovane e attraente per interpretare il personaggio".[26] Il co-sceneggiatore di Captain America: Civil War Stephen McFeely, parlando del suo casting, affermò che la Marvel voleva creare un Peter "il più realistico possibile... è per questo che sua zia non ha ottant'anni; se è la sorella di sua madre, per quale motivo dovrebbe essere di due generazioni più anziana di lei?".[27]
- Tony Stark / Iron Man, interpretato da Robert Downey Jr.: brillante ingegnere, playboy e filantropo, creatore dell'armatura high-tech da lui stesso indossata e creatore del Dipartimento del Damage Control.[28][29] Il presidente della Sony Pictures Tom Rothman affermò che l'inclusione di Stark nel film è importante a causa della relazione stabilita tra lui e Parker in Civil War e che il loro rapporto è una parte fondamentale del film.[30]

Inoltre Kerry Condon e Chris Evans riprendono i ruoli di F.R.I.D.A.Y. e Steve Rogers / Captain America dai precedenti film del MCU. Garcelle Beauvais interpreta Doris Toomes, la moglie di Adrian e la madre di Liz; Jennifer Connelly dà voce a Karen, l'IA del costume di Spider-Man. Hemky Madera interpreta Mr. Delmar, proprietario di un mini-market del Queens. Logan Marshall-Green interpreta Jackson Brice / Shocker, un complice di Toomes. Michael Chernus interpreta Phineas Mason, un altro complice di Toomes, mentre Michael Mando appare nel ruolo di Mac Gargan. Kenneth Choi, che interpretò Jim Morita nel MCU, interpreta il preside Morita, discendente di Jim; Hannibal Buress interpreta coach Wilson, l'insegnante di ginnastica di Peter; Martin Starr interpreta Mr. Harrington, allenatore della squadra di decathlon accademico. Starr era già apparso in un ruolo minore ne L'incredibile Hulk, accreditato come Amadeus Cho nella trasposizione letteraria del film. Selenis Leyva e Tunde Adebimpe appaiono nei panni di Ms. Warren e Mr Cobbwell. Isabella Amara, Jorge Lendeborg Jr., J.J. Totah, Abraham Attah, Tiffany Espensen, Angourie Rice, Michael Barbieri e Ethan Dizon interpretano Sally, Jason, Seymour, Abe, Cindy, Betty Brant, Charles e Tiny, tutti compagni di scuola di Peter. Martha Kelly appare come una guida turistica; Stan Lee appare in un cameo nei panni di Gary, un abitante del Queens.

## Produzione

### Sviluppo
Nel dicembre 2014, in seguito alla diffusione di documenti riservati della Sony Pictures, venne rivelato che la Sony e i Marvel Studios avevano avuto delle discussioni riguardo a una nuova trilogia di film su Spider-Man prodotta dai Marvel Studios, mentre la Sony avrebbe mantenuto il controllo "creativo, commerciale e distributivo" del personaggio". Le conversazioni non andarono a buon fine, e la Sony andò avanti con i suoi piani per i film.
Tuttavia, il 9 febbraio 2015 Sony Pictures e Marvel Studios annunciarono un accordo per realizzare un nuovo film di Spider-Man ambientato nel Marvel Cinematic Universe e prodotto da Kevin Feige e Amy Pascal e distribuito da Sony; il personaggio sarebbe inoltre apparso in un film del MCU, che il The Wall Street Journal riportò essere Captain America: Civil War. La Sony avrebbe continuato a detenere i diritti del personaggio, il controllo finanziario, distributivo e creativo dei film di Spider-Man. La data di uscita del primo film venne fissata al 7 luglio 2017. Nell'aprile 2015 Feige rivelò che il personaggio sarebbe stato Peter Parker, e affermò che il reboot non sarebbe stato una storia di origini e che sarebbe stato fedele allo spirito del personaggio ma con un approccio diverso dalle precedenti incarnazioni. Rivelò inoltre che la Marvel aveva tentato di far entrare Spider-Man nel MCU sin dall'ottobre 2014, quando vennero annunciati i film della Fase Tre.
A inizio maggio 2015 Jonathan Levine, Theodore Melfi, Jason Moore, John Francis Daley & Jonathan Goldstein e Jared Hess vennero riportati tra i candidati per la regia del film. A inizio giugno Levine e Melfi divennero i favoriti per dirigere il film, con Daley & Goldstein e Jon Watts tenuti in considerazione. Entro la fine di maggio 2015 Asa Butterfield, Tom Holland, Judah Lewis, Matthew Lintz, Charlie Plummer e Charlie Rowe fecero dei provini per il ruolo di Spider-Man insieme a Robert Downey Jr., interprete di Iron Man nel MCU, per testare la chimica tra gli attori. I sei attori vennero scelti da una rosa di oltre 1500 candidati e fecero un provino di fronte a Feige, Pascal e ai fratelli Russo, registi di Civil War. A giugno Feige e Pascal restrinsero la rosa degli attori a Holland e Rowe. Entrambi fecero un nuovo provino insieme a Downey, mentre Holland fece un provino anche con Chris Evans, interprete di Captain America nel MCU, ed emerse come favorito. Il 23 giugno 2015 i Marvel Studios e Sony Pictures annunciarono ufficialmente Holland come nuovo interprete di Spider-Man e Watts come regista del film.
Holland firmò un contratto per tre film, oltre alla sua apparizione in Civil War. Feige e Pascal scelsero Holland dopo essere rimasti colpiti dalle sue performance in The Impossible, Wolf Hall e Heart of the Sea. I fratelli Russo furono coinvolti nella scelta dell'interprete di Spider-Man dal momento che il personaggio appare per la prima volta in Civil War, e spinsero per un attore molto giovane in modo da differenziare il personaggio dalle sue precedenti incarnazioni cinematografiche. Inoltre apprezzarono e lodarono le doti di Holland come ginnasta e ballerino. Watts fu presente sul set durante le riprese delle scene di Spider-Man, in modo da vedere "cosa stavano facendo con il personaggio" e fornire suggerimenti.
Feige dichiarò che il film è molto influenzato dalle pellicole di John Hughes, e che la crescita personale di Peter sarebbe stata importante tanto quanto il suo ruolo come Spider-Man, spiegando: "Quello che volevamo era un film in cui la posta in gioco è tra 'questa persona sta facendo una cosa brutta e molte persone potrebbero morire' O 'non arrivi a casa in tempo e tua zia lo verrà a sapere, e la tua vita cambierà per sempre'. In particolar modo a quell'età, al liceo, ogni cosa sembra una questione di vita o di morte". Aggiunse inoltre di voler usare nemici di Spider-Man che non si erano ancora visti sul grande schermo. Nel luglio 2015 venne riportato che Marisa Tomei era stata scelta come interprete di May Parker. Nello stesso mese Daley & Goldstein confermarono di essere gli sceneggiatori del film. Nell'ottobre 2015 Watts dichiarò di voler realizzare una storia di formazione per mostrare la crescita di Peter, citando Non per soldi... ma per amore, Quasi famosi e Playboy in prova tra i suoi film preferiti del genere. A dicembre Oliver Scholl venne scelto come scenografo.

### Pre-produzione

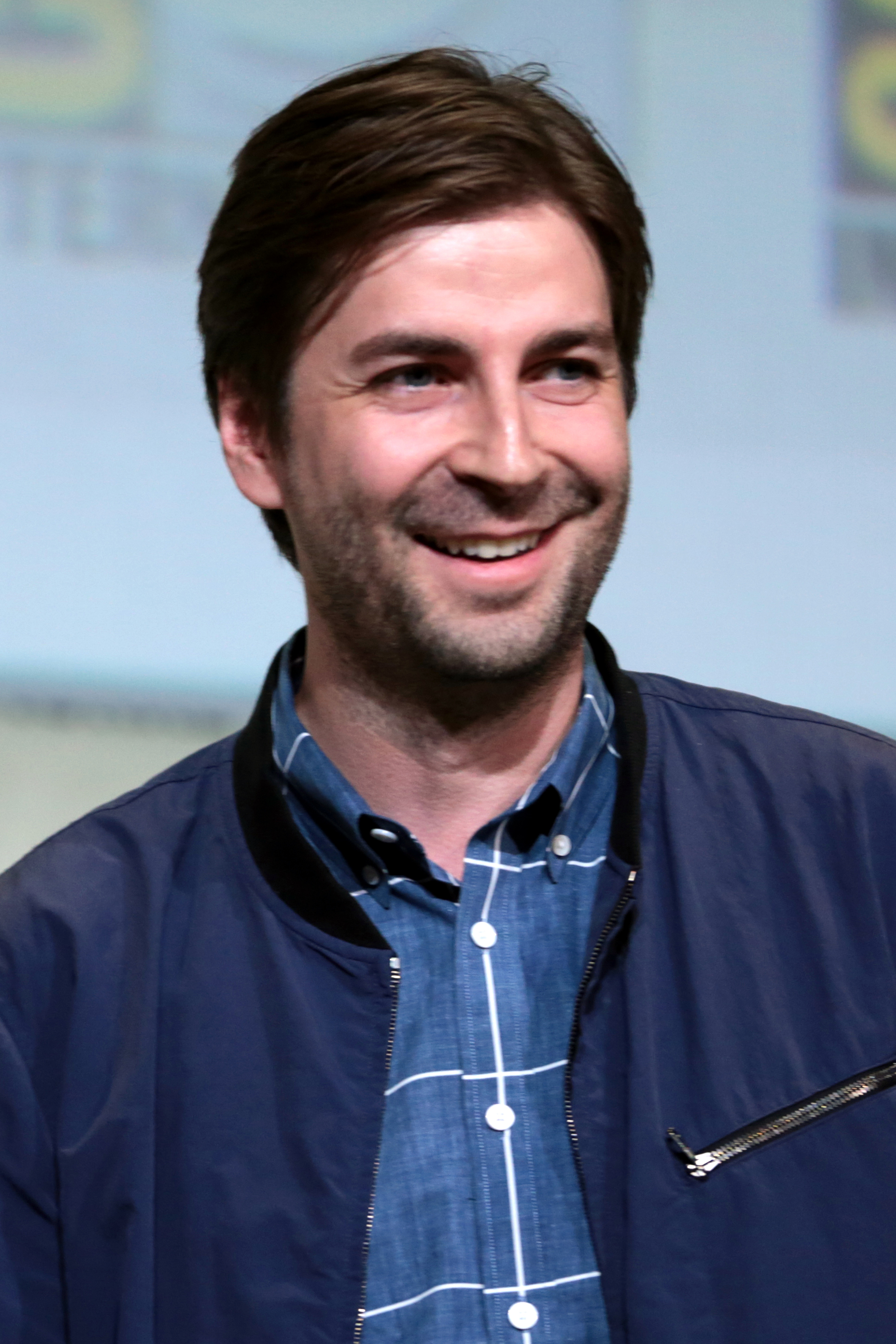
Il regista Jon Watts

Nel gennaio 2016 la Sony spostò la data di uscita del film dal 28 luglio 2017 al 7 luglio 2017, e rivelò che il film sarebbe stato convertito in IMAX 3D in post-produzione. Nel marzo 2016 Zendaya entrò nel cast nel ruolo di Michelle. Nell'aprile 2016 Feige rivelò che nel film sarebbero apparsi anche personaggi di altri film del MCU, spiegando che l'accordo con la Sony non specifica quali personaggi possono o non possono passare da un film all'altro del franchise. Inoltre, Feige parlò più in generale del rapporto tra Sony e Marvel Studios, affermando: "Non so esattamente quali saranno i crediti, ma è una produzione Sony Pictures di un film Marvel Studios. L'accordo è che si tratta di un film Sony Pictures... noi siamo la parte creativa. Noi siamo quelli che assumono gli attori, introducono il personaggio in Civil War e poi lavorano prima sulla sceneggiatura e poi sulle riprese". Il presidente della divisione cinematografica della Sony Pictures Tom Rothman aggiunse che alla Sony spetta la decisione finale sul prodotto, ma che hanno rimesso la parte creativa nelle mani della Marvel.
Sempre ad aprile, al CinemaCon 2016, venne rivelato il titolo ufficiale del film, Spider-Man: Homecoming; Rothman spiegò che il titolo è un riferimento sia all'homecoming, una tradizione statunitense in cui i licei organizzano un ballo di inizio anno scolastico per gli studenti al rientro dalle vacanze, sia al ritorno del personaggio alla Marvel, unendosi al MCU. Nell'aprile 2016 Laura Harrier e Tony Revolori entrarono nel cast come compagni di scuola di Peter Parker, e venne annunciato che Robert Downey Jr. avrebbe ripreso il ruolo di Tony Stark / Iron Man nel film. Michael Keaton entrò in trattative per interpretare il villain del film, ma abbandonò le trattative poco dopo. Tuttavia a fine maggio 2016 Keaton tornò in trattative e accettò il ruolo. Nel giugno 2016 si sono uniti al cast Michael Barbieri nel ruolo di un amico di Peter, Kenneth Choi come preside della scuola, e Logan Marshall-Green come uno dei villain del film,, mentre Donald Glover e Martin Starr sono entrati nel cast in ruoli non specificati. Riguardo alla diversità del cast, Watts affermò che dal momento che il film è ambientato nel Queens, "uno dei luoghi più multietnici al mondo, volevo che il cast riflettesse la realtà di quel luogo". Feige aggiunse: "Allo stesso modo di quanto fatto nei fumetti, vogliamo che tutti riescano a riconoscersi in ogni parte del nostro universo. Specialmente con questo cast, mi sembra che questo sia esattamente quello che deve accadere".

### Riprese
Le riprese cominciarono il 20 giugno 2016 ai Pinewood Atlanta Studios nella Contea di Fayette, in Georgia, con il titolo di lavorazione "Summer of George!". Altre riprese si tennero alla Grady High School di Atlanta, nel quartiere di West End, a Downtown Atlanta, e all'Atlanta Marriott Marquis. Parlando della scelta di Atlanta come luogo delle riprese, Holland affermò che "sarebbe più economico costruire un intero set di New York che girare a New York", aggiungendo che la produzione si sarebbe potuta "spostare a New York per una o due settimane". Il processo di casting è continuato anche dopo l'inizio delle riprese; tra fine giugno e inizio luglio si unirono al cast Isabella Amara, Jorge Lendeborg Jr., J.J. Totah, Hannibal Buress, Selenis Leyva, Abraham Attah, Michael Mando, Tyne Daly, Garcelle Beauvais, Tiffany Espensen, e Angourie Rice ruoli non specificati, mentre Bokeem Woodbine venne scelto per interpretare uno dei villain del film.
Al San Diego Comic-Con International 2016 la Marvel confermò ufficialmente il casting di Keaton, Zendaya, Glover, Harrier, Revolori, Daly e Woodbine, rivelando inoltre i ruoli di Zendaya, Harrier, e Revolori come Michelle, Liz e Flash Thompson, con l'aggiunta di Jacob Batalon come Ned Leeds. Venne inoltre rivelato che l'Avvoltoio sarebbe stato il villain del film, e che Watts, Christopher Ford, Chris McKenna ed Erik Sommers si erano uniti a Goldstein e Daley come sceneggiatori. A fine luglio si unì al cast anche Martha Kelly. Ad agosto entrò nel cast Michael Chernus nel ruolo di Phineas Mason / Riparatore. A inizio settembre 2016 venne rivelato che Jon Favreau avrebbe ripreso il ruolo di Happy Hogan dai film di Iron Man. A fine settembre terminarono le riprese ad Atlanta e la produzione si spostò a New York, principalmente nel Queens, a Staten Island e a Brooklyn; tra le location figurano Astoria, Sunnyside, Richmond Hill, Coney Island, Staten Island e Long Island. Alcune riprese si svolsero anche sullo Staten Island Ferry. Il 2 ottobre 2016 Holland annunciò la fine delle riprese principali. Nello stesso mese si tennero alcune riprese aggiuntive a Berlino, nei pressi della porta di Brandeburgo. Nel marzo 2017 Harrier rivelò che erano in corso delle riprese aggiuntive del film.

### Effetti speciali
Gli effetti visivi del film sono curati dalla Industrial Light & Magic, con il supporto di Exceptional Minds e Technicolor.

## Colonna sonora
Nel novembre 2016 Michael Giacchino annunciò che avrebbe composto le musiche per il film. Le registrazioni della colonna sonora cominciarono l'11 aprile 2017. La colonna sonora contiene una rielaborazione del tema musicale della serie animata del 1967. L'album con le musiche del film è stato pubblicato da Sony Masterworks il 7 luglio 2017.

## Promozione
Il primo trailer venne presentato l'8 dicembre 2016 al Jimmy Kimmel Live! e pubblicato poco dopo online, anche in italiano. Il 27 marzo 2017, alla CinemaCon di Las Vegas, venne presentato un nuovo trailer del film, distribuito online il giorno successivo. Il 24 maggio 2017 venne distribuito il trailer finale del film.

## Distribuzione

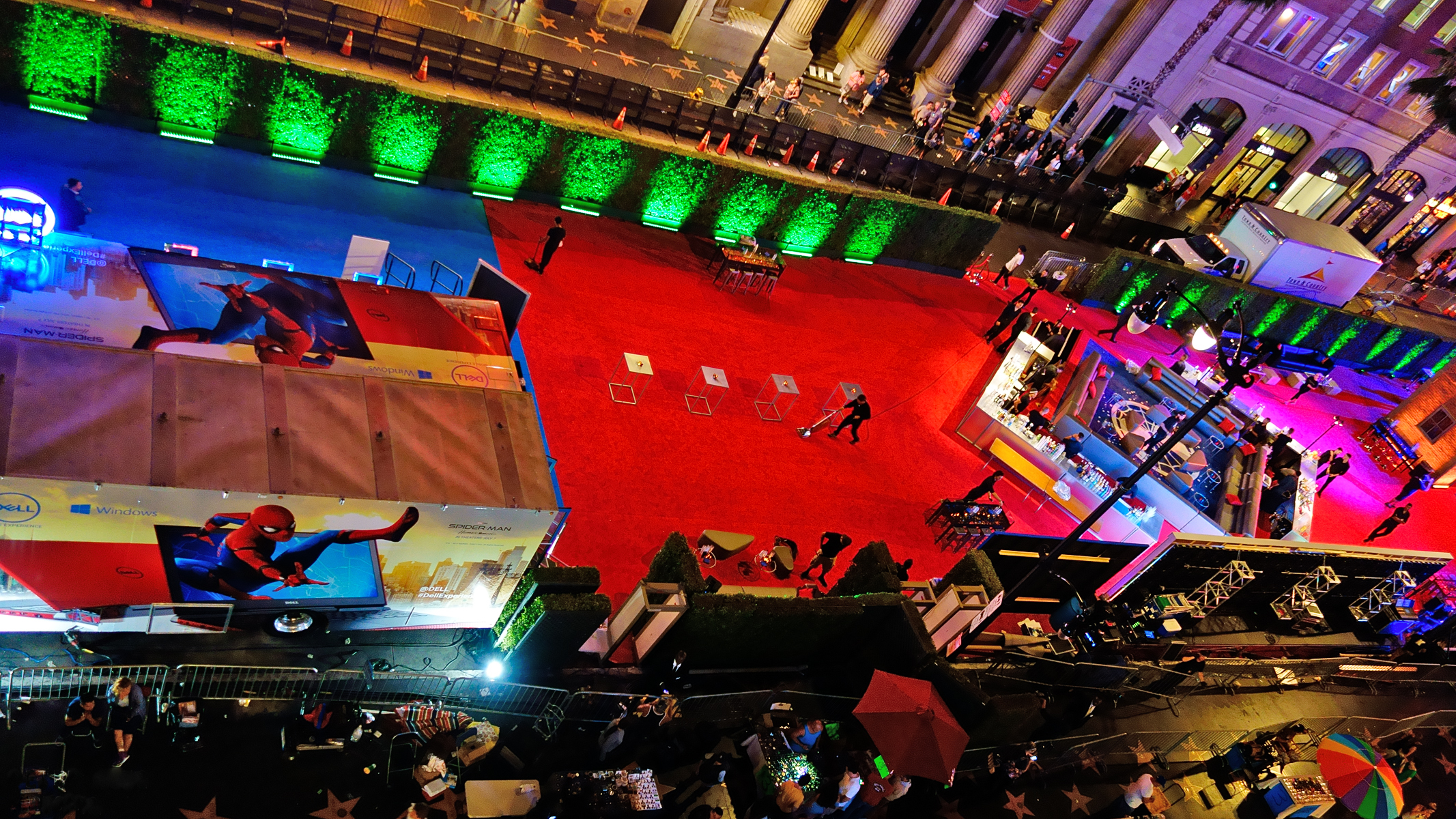
La première del film al TCL Chinese Theatre

### Data di uscita
La première mondiale di Spider-Man: Homecoming si tenne il 28 giugno 2017 al TCL Chinese Theatre di Los Angeles.
Il film è stato distribuito il 6 luglio 2017 in Italia e il 7 luglio 2017 negli Stati Uniti, anche in 3D, IMAX e IMAX 3D. Inizialmente il film era previsto per il 28 luglio 2017.

### Edizione italiana
La direzione del doppiaggio e i dialoghi italiani sono stati curati da Marco Guadagno, per conto della Dubbing Brothers Int. Italia.

### Edizioni home video
Spider-Man: Homecoming è stato distribuito da Walt Disney Studios Home Entertainment negli Stati Uniti il 26 settembre 2017 in download digitale e il 17 ottobre seguente in DVD, Blu-ray e Ultra HD Blu-ray. In Italia il film è stato distribuito in home video dal 15 novembre 2017.

## Accoglienza

### Incassi
Spider-Man: Homecoming ha incassato 334201140 $ in Nord America e 545965784 $ nel resto del mondo, per un incasso complessivo di 880166924 $, a fronte di un budget di produzione di $175 milioni.
Il film è il sesto maggior incasso mondiale del 2017 e il sesto maggiore incasso nel Nord America del 2017.

#### Nord America
Alle anteprime del giovedì sera in Nord America il film ha incassato $15,4 milioni, il quarto miglior debutto alle anteprime del 2017 dopo Guardiani della Galassia Vol. 2, La bella e la bestia e Star Wars: Gli ultimi Jedi. Nel primo giorno di programmazione ha incassato $50,8 milioni in 4.348 schermi, Nel week-end d'esordio il film ha incassato $117 milioni, il secondo miglior esordio di sempre per un film Sony e per un film di Spider-Man dopo Spider-Man 3.

#### Internazionale
Al di fuori del Nord America il film ha aperto tra il 5 e il 6 luglio 2017 nel 60% dei mercati internazionali, tra cui Regno Unito, Corea del Sud, Italia e Russia. Il film ha registrato l'esordio migliore in Corea del Sud con $10,4 milioni in tre giorni, mentre in Brasile ha segnato il miglior giorno d'esordio nel mese di luglio con $2 milioni. Nel primo week-end di programmazione il film ha incassato internazionalmente $139,5 milioni. Tra i mercati maggiori al 9 luglio 2017 figurano Corea del Sud ($25,5 milioni), Regno Unito ($12,1 milioni), Messico ($11,7 milioni) e Brasile ($8,9 milioni). Il film è stato distribuito l'8 settembre 2017 in Cina, dove ha incassato $21,6 milioni nel primo giorno di programmazione, il terzo miglior risultato per un film di supereroi nel paese.

### Critica
Il film è stato accolto positivamente dalla critica cinematografica. Sull'aggregatore di recensioni Rotten Tomatoes ottiene il 92% delle recensioni positive, con un voto medio di 7,6 su 10 basato su 400 recensioni; il consenso critico del sito recita: "Spider-Man: Homecoming fa tutto quello che un secondo reboot può, offrendo un'avventura colorata e divertente che si inserisce confortevolmente nel MCU in continua espansione senza essere sommerso dal franchise". Su Metacritic ha un voto di 73 su 100 basato su 51 recensioni.
Benjamin Lee del The Guardian ha dato al film quattro stelle su cinque, scrivendo che "Spider-Man: Homecoming è così gioiosamente piacevole da far passare qualsiasi stanchezza da film di supereroi. C'è umorismo, intelligenza e una trama ingegnosa e inventiva che serve come promemoria di quanto possono essere divertenti questi film". Brian Truitt di USA Today ha lodato la performance di Holland e affermato che "l'aspetto più magico di Homecoming è che appartiene più all'universo dei film di John Hughes che a quello degli Avengers". Anche Peter Travers di Rolling Stone ha apprezzato il film, definendolo il miglior film sul personaggio dopo Spider-Man 2 di Sam Raimi; Travers ha inoltre lodato Holland, descritto come "il miglior Spider-Man cinematografico di sempre". Stephanie Zacharek ha apprezzato il film, lodando il tono leggero e il modo in cui viene rappresentato Peter Parker alle prese con i problemi tipici dell'adolescenza.
Owen Gleiberman di Variety ha apprezzato il film, anche se lo ha definito "fin troppo semplice" ed eccessivamente tendente al pubblico adolescente. John DeFore di The Hollywood Reporter non ha apprezzato il film, definendolo "occasionalmente emozionante ma spesso frustrante". Robbie Collin del Telegraph ha dato al film due stelle su cinque, definendolo "fiacco e senza spirito", lodando tuttavia l'interpretazione di Holland.

## Riconoscimenti
- 2017 – London Critics Circle Film Awards
  - Candidatura al giovane attore dell'anno a Tom Holland
- 2017 – Teen Choice Awards[125]
  - Miglior film dell'estate
  - Miglior attore in un film dell'estate a Tom Holland
  - Miglior attrice in un film dell'estate a Zendaya
  - Candidatura alla miglior Star Emergente in un film a Tom Holland
  - Candidatura alla miglior Star Emergente in un film a Zendaya
- 2017 – Washington D.C. Area Film Critics Association Award
  - Candidatura alla miglior rappresentazione di Washington (Premio speciale Joe Barber)
- 2018 – Evening Standard British Film Awards
  - Candidatura al miglior attore a Tom Holland

- 2018 – Kids' Choice Awards[126]
  - Attrice cinematografica preferita a Zendaya
  - Candidatura al film preferito
- 2018 – Online Film & Television Association
  - Candidatura alla miglior sequenza dei titoli
- 2018 – Saturn Award[127][128]
  - Miglior attore emergente a Tom Holland
  - Candidatura alla migliore trasposizione da fumetto a film
  - Candidatura alla migliore attrice emergente a Zendaya
  - Candidatura al miglior attore non protagonista a Michael Keaton
- 2018 – Vega Digital Awards
  - Digital Marketing

## Sequel
Nel giugno 2016, il presidente della divisione cinematografica della Sony Pictures Tom Rothman affermò che Sony e Marvel Studios erano entrambe interessate a continuare il franchise di Spider-Man. Nel luglio 2016, parlando dei possibili seguiti, Feige affermò che i film potrebbero seguire un modello simile alla serie di Harry Potter, in modo da ambientare ogni film durante un nuovo anno scolastico di Peter. Nell'ottobre 2016 Holland rivelò che erano iniziate le discussioni per un secondo film per capire "chi sarà il villain e come proseguirà la storia". Nel dicembre 2016, dopo l'accoglienza positiva al primo trailer di Spider-Man: Homecoming, la Sony fissò la data di uscita del sequel per il 2 luglio 2019 negli Stati Uniti, e per il 10 luglio in Italia. Nel luglio 2017 venne riportato che Watts era in trattative per tornare alla regia del sequel, dopo che sia Feige che Pascal si erano detti intenzionati a collaborare nuovamente con lui. Il 19 luglio il regista accetta la proposta di tornare alla regia del sequel. Il 24 giugno 2018 Tom Holland ha rivelato il titolo ufficiale del sequel, ovvero Spider-Man: Far from Home. Le riprese sono iniziate nel luglio 2018 nel Regno Unito, e sono terminate a ottobre. Samuel L. Jackson e Cobie Smulders hanno ripreso i loro ruoli di Nick Fury e Maria Hill dai precedenti film.
Nell'agosto 2019 è stato annunciato che non è stato rinnovato l'accordo tra Sony e Disney, di conseguenza Spider-Man non avrebbe più fatto parte del Marvel Cinematic Universe. Nel settembre 2019 Sony e Disney annunciano di aver trovato un nuovo accordo, che consente il ritorno di Spider-Man nel MCU, con il terzo capitolo, intitolato Spider-Man: No Way Home, che è uscito il 15 dicembre 2021.